# Mozaïekschotelkorst
De mozaïekschotelkorst (Lecanora intricata) is een korstmos behorend tot de familie Lecanoraceae. Deze korstmossoort is wijdverspreid en wordt meestal aangetroffen op siliciumhoudende rotsen en muren, soms ook op (bewerkt) hardhout. Hij leeft in symbiose met de alg Trebouxia.

## Kenmerken

### Uiterlijke kenmerken
Het thallus is geareoleerd en tamelijk dik. De kleur varieert van geelgroen tot grijsgroen en kan soms begrensd zijn door een donker prothallus. De areolen zijn 0,2-0,6 mm breed, plat, aaneengesloten of verspreid, met een gekartelde rand. Het heeft één of meerdere ingebedde apothecia in elke areole. De schijven van de apothecia zijn groen, groenbruin of groenachtig zwart, met aanvankelijk hele en licht verhoogde randen die later buigzaam worden en uitsteken. De apothecia hebben een diameter van (0,4-) 0,8-1 (-1,5) mm. Ze hebben een licht ingedeukt tot bolvormig, groenbruin tot zwartgroen, ongekleurd schijfje en een opvallende tot uiteindelijk uitgesloten thalline rand. 
De mozaïekschotelkorst heeft de volgende kleurreacties: K+ (bleek geel), C-, KC+ (geel), P-, UV+ (matoranje).

### Microscopische kenmerken
Het hymenium is kleurloos en 60-70 µm hoog. De asci De ascosporen zijn hyaliene meten (8-)10-14(-15) x (4,5-)5-7 µm.

## Verspreiding
In Nederland komt de mozaïekschotelkorst vrij zeldzaam voor.